# دينيس نايجيلين
دينيس نايجيلين (بالفرنسية: Denis Naegelen)‏ مواليد 14 مارس 1952، هو لاعب كرة مضرب فرنسي سابق وكان يلعب باليد اليمنى. أعلى تصنيف له في الفردي كان المركز الـ 131 في سنة 1976.

## النهائيات

### الزوجي: 1 (1–0)
| الحصيلة | الرقم | السنة | الدورة       | الأرضية | الشريك          | المنافس في النهائي        | النتيجة في النهائي |
| ------- | ----- | ----- | ------------ | ------- | --------------- | ------------------------- | ------------------ |
| الفوز   | 1.    | 1979  | بوردو، فرنسا | ترابية  | باتريس دومينغيز | برنارد فريتز إيفان مولينا | 6–4, 6–4           |

## روابط خارجية
- دينيس نايجيلين على موقع رابطة محترفي التنس (الإنجليزية)
- دينيس نايجيلين على موقع الاتحاد الدولي لكرة المضرب (الإنجليزية)
- دينيس نايجيلين على موقع خلاصة التنس.كوم (الإنجليزية)